# Lăstuni (okręg Vrancea)
Lăstuni – wieś w Rumunii, w okręgu Vrancea, w gminie Dumitrești. W 2011 roku liczyła 343
mieszkańców